# Jens Beckert

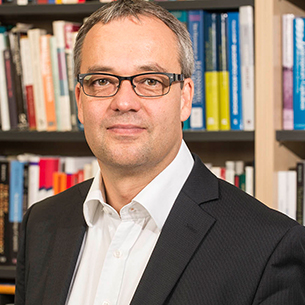
Jens Beckert (2015)

Jens Beckert (* 21. Juli 1967 in Frankfurt am Main) ist ein deutscher Soziologe. Seine Forschungsschwerpunkte sind Wirtschaftssoziologie, Organisationssoziologie, Soziologie der Erbschaft, Klimasoziologie, sowie soziologische Theorie. Seit 2005 ist Beckert Direktor am Max-Planck-Institut für Gesellschaftsforschung (MPIfG) und Professor für Soziologie an der Universität zu Köln.

## Werdegang
Beckert ist der Bruder des Historikers Sven Beckert. Jens Beckert besuchte das Albert-Schweitzer-Gymnasium in Offenbach am Main. Er studierte als Stipendiat der Studienstiftung des deutschen Volkes Soziologie und Betriebswirtschaftslehre an der Freien Universität Berlin und an der New School for Social Research, New York, mit den Schwerpunkten Wirtschaftssoziologie, politische Soziologie und soziologische Theorie. Anschließend war er als wissenschaftlicher Mitarbeiter am Institut für Soziologie der Freien Universität Berlin am Lehrstuhl von Hans Joas tätig. Seiner Promotion 1996 in Berlin zum Thema Grenzen des Marktes: Die sozialen Grundlagen wirtschaftlicher Effizienz folgte 2003 die Habilitation im Fach Soziologie zur Soziologie des Erbrechts ebenfalls an der Freien Universität Berlin.
Von 2001 bis 2002 war Beckert John F. Kennedy Memorial Fellow am Center for European Studies der Harvard University, danach von 2002 bis 2003 Associate Professor für Soziologie an der International University Bremen. Seiner Professur an der Georg-August-Universität Göttingen von 2003 bis 2005 folgte seine Berufung als Direktor am Max-Planck-Institut für Gesellschaftsforschung im Alter von 37 Jahren. Beckert war Gastwissenschaftler in den USA an der Princeton University, in Harvard, an der Cornell University und der New School for Social Research; außerdem am Europäischen Hochschulinstitut Florenz, an der SciencesPo Paris und am Institut d'études avancées de Paris. Seit 2010 ist Beckert Mitglied der Berlin-Brandenburgischen Akademie der Wissenschaften, seit 2021 Mitglied der Academia Europaea.
Beckert ist Fakultätsmitglied der International Max Planck Research School on the Social and Political Constitution of the Economy (IMPRS-SPCE), einer internationalen Doktorandenschule, die vom Max-Planck-Institut für Gesellschaftsforschung, der Universität zu Köln und der Universität Duisburg-Essen gemeinsam getragen wird.
Beckert ist Mitherausgeber des European Journal of Sociology und ist Mitglied im Herausgebergremium oder Beraterausschuss verschiedener soziologischer Fachzeitschriften, darunter der Socio-Economic Review.

## Forschungsthemen

### Neue Wirtschaftssoziologie
Beckert ist ein Vertreter der neuen Wirtschaftssoziologie. Seine Forschung nimmt das Konzept der Ungewissheit zum Ausgangspunkt und leitet davon die eigenständige Rolle der Soziologie für die Erforschung wirtschaftlicher Phänomene her. Dafür folgt Beckert dem Wirtschaftswissenschaftler Frank Knight, demzufolge Ungewissheit die probabilistische Vorhersage zukünftiger Zustände der Welt unmöglich macht und damit auch die Bestimmung ökonomisch optimaler Entscheidungen. Wie aber handeln intentional rationale Akteure in solchen Situationen? Beckert zeigt, dass Akteure Ungewissheit reduzieren, indem sie sich an sozialen Makrostrukturen wie Institutionen und kulturellen Skripten orientieren sowie Macht einsetzen. Zusammen mit Kollegen hat Beckert diesen Ansatz der Wirtschaftssoziologie mithilfe einer Vielzahl empirischer Studien ausgearbeitet. Untersuchungen behandeln etwa den Kunstmarkt, den Weinmarkt, Lotteriemärkte und illegale Märkte. 

### Imaginierte Zukunft
In dem Buch Imaginierte Zukunft weitet Beckert diesen Ansatz aus. Er argumentiert, dass sich Entscheidungen unter Bedingungen von Ungewissheit an kontingenten Zukunftsbildern orientieren, die als „fiktionale Erwartungen“ bezeichnet werden. Innovationen und wirtschaftliche Dynamik entstehen gerade aus solchen imaginierten Zukünften, denen Unternehmer und Investoren aber auch Konsumenten nachgehen.  

### Märkte aus soziologischer Perspektive
Ausgehend von diesen Grundlagen skizziert Beckert eine soziologische Theorie der Funktionsweise von Märkten. Im Vordergrund steht die Frage nach den Voraussetzungen stabiler Marktstrukturen. Marktteilnehmern muss es gelingen, unter Bedingungen von Ungewissheit bestimmte Koordinationsprobleme (Wert, Kooperation und Wettbewerb) zu bewältigen, was nur unter Einbeziehung von sozialen Makrostrukturen gelingen kann.   

### Weitere Forschungsthemen
Neben der Beschäftigung mit der Funktionsweise von Märkten befasste sich Beckert ausführlich mit Vermögensvererbung aus einer rechtssoziologischen und historischen Perspektive und den Mechanismen der Reproduktion von Reichtum. 2024 veröffentlichte er das viel beachtete Buch Verkaufte Zukunft zum gesellschaftlichen Umgang mit dem Klimawandel.

## Preise und Ehrungen
- 2000–2005: Mitglied der „Jungen Akademie“[20]
- 2005: Juristisches Buch des Jahres, gewählt durch die Neue Juristische Wochenzeitschrift (Heft 46/2005), für „Unverdientes Vermögen“ (Frankfurt a. M.: Campus 2004)[21]
- 2005: Preis der Berlin-Brandenburgischen Akademie der Wissenschaften, gestiftet von der Commerzbank Stiftung. In der Laudatio wird Beckert als einer der „national wie international originellsten und produktivsten Soziologen seiner Generation“ bezeichnet: „Er gilt schon heute als führender Vertreter einer neuen Wirtschaftssoziologie …“[22]
- 2010: Mitglied der Berlin-Brandenburgischen Akademie der Wissenschaften (BBAW)
- 2018: Gottfried-Wilhelm-Leibniz-Preis
- 2018: Karl Polanyi Preis der Deutschen Gesellschaft für Soziologie[23]
- 2021: Mitglied der Academia Europaea
- 2024: Nominierung für den Preis der Leipziger Buchmesse für Verkaufte Zukunft[24]
- 2024: Nominierung für den Deutschen Sachbuchpreis für Verkaufte Zukunft

## Schriften (Auswahl)

### Bücher
- Verkaufte Zukunft. Warum der Kampf gegen den Klimawandel zu scheitern droht. Berlin: Suhrkamp Verlag 2024, ISBN 978-3-518-58809-3
- Uncertain Futures: Imaginaries, Narratives, and Calculation in the Economy. Oxford: Oxford University Press 2018 (mit Richard Bronk (Hrsg.)), ISBN 978-0-19-882080-2
- Imaginierte Zukunft: Fiktionale Erwartungen und die Dynamik des Kapitalismus. Berlin: Suhrkamp Verlag 2018, ISBN 978-3-518-75722-2
- The Architecture of Illegal Markets: Towards an Economic Sociology of Illegality in the Economy. Oxford: Oxford University Press 2017 (mit Matías Dewey (Hrsg.)), ISBN 978-0-19-879497-4
- Imagined Futures: Fictional Expectations and Capitalist Dynamics. Cambridge, MA: Harvard University Press 2016, ISBN 978-0-674-08882-5
- Constructing Quality: The Classification of Goods in Markets. Oxford: Oxford University Press 2013 (mit Christine Musselin (Hrsg.)), ISBN 978-0-19-967757-3
- Erben in der Leistungsgesellschaft. Reihe Theorie und Gesellschaft. Frankfurt a. M.: Campus 2013, ISBN 978-3-593-39867-9
- The Worth of Goods: Valuation and Pricing in the Economy. New York: Oxford University Press 2011 (mit Patrick Aspers (Hrsg.)), ISBN 978-0-19-959465-8
- Inherited Wealth. Princeton: Princeton University Press 2008, ISBN 978-0-691-12497-1
- Unverdientes Vermögen: Soziologie des Erbrechts. Frankfurt a. M.: Campus 2004, ISBN 3-593-37592-3
- Beyond the Market: The Social Foundations of Economic Efficiency. Princeton: Princeton University Press 2002, ISBN 978-0-691-04907-6
- Grenzen des Marktes. Frankfurt a. M.: Campus 1997, ISBN 978-3-593-35853-6

### Artikel
- Varieties of Wealth: Toward a Comparative Sociology of Wealth Inequality. In: Socio-Economic Review 22, 2024, 475–499.
- Durable Wealth: Institutions, Mechanisms, and Practices of Wealth Perpetuation. In: Annual Review of Sociology 48, 2022, 233–255.
- The Firm as an Engine of Imagination: Organizational Prospection and the Making of Economic Futures. In: Organization Theory 2(2), 2021.
- Markets from Meaning: Quality Uncertainty and the Intersubjective Construction of Value. In: Cambridge Journal of Economics 44(2), 2020, 285–301.
- Imagined Futures: Fictional Expectations in the Economy. In: Theory and Society 42(2), 219–240 (2013). doi:10.1007/s11186-013-9191-2
- Institutional Isomorphism Revisited: Convergence and Divergence in Institutional Change. In: Sociological Theory 28(2), 150–166 (2010). doi:10.1111/j.1467-9558.2010.01369.x
- How Do Fields Change? The Interrelations of Institutions, Networks, and Cognition in the Dynamics of Markets. In: Organization Studies 31(5), 605–627 (2010). doi:10.1177/0170840610372184
- The Social Order of Markets. In: Theory and Society 38(3), 245–269 (2009). doi:10.1007/s11186-008-9082-0
- Agency, Entrepreneurs and Institutional Change: The Role of Strategic Choice and Institutionalized Practices in Organizations. In: Organization Studies 20(5), 777–799 (1999). doi:10.1177/0170840699205004
- Was ist soziologisch an der Wirtschaftssoziologie? Ungewissheit und die Einbettung wirtschaftlichen Handelns. In: Zeitschrift für Soziologie 25(2), 125–146 (1996).